# Крайне левые (Франция)
Крайне левые (фр. Extrême gauche) — французская парламентская группа в Палате депутатов Третьей Республики.

## История

### Основание и развитие (1876—1881)
Первый и второй президенты «Крайне левых»
Получив большинство после выборов 1876 года, республиканцы взяли на себя ответственность за управление Францией, что выявило идеологические и стратегические разногласия. В частности, наиболее непримиримые радикалы из самой левой парламентской группы Республиканского союза критиковали «оппортунистов» за отказ от своих обязательств (особенно от Бельвильской программы радикально-демократических реформ) из-за проведения слишком умеренной политики. Поэтому внутри группы вскоре произошёл раскол.
В июне 1876 года было объявлено, что в следующем месяце ветеран революции 1848 года Луи Блан и ещё 25 депутатов создадут свою парламентскую группу «Крайне левых». Её название указывало на крайне левую позицию, которая характеризовала группу исключительно до 1886 года.
12 августа первые члены «Крайне левых» встретились, чтобы подписать манифест, написанный Бланом, Мадье де Монжо и Флоке. После осуждения клерикализма и его консервативного влияния на сенат, который левые считали малолегитимным, манифест также напоминал об основных обязательствах республиканцев: амнистия для коммунаров, выборы всех мэров муниципальными советами, отстранение духовенства от образования, отмена привилегии добровольной службы в армии, сокращение военной службы с пяти до трёх лет, полная свобода печати, отделение церкви от государства путем отмены религиозного бюджета, свобода собраний, свобода ассоциаций и так далее. Отрицая обвинения в идеализме, авторы манифеста, напротив, называли себя «людьми практики», которые, однако, не думают, «что было бы практично, когда мы достигнем цели, следуя по главному пути, добираться туда боковыми дорогами, которые ведут от него и где есть риск заблудиться». Эта формула представляла собой очевидную атаку на Леона Гамбетту, который после избрания занял умеренные позиции.
В том 1876 году группу возглавил Жорж Клемансо. Во время кризиса 16 мая 1877 года и ввиду досрочных выборов в парламент группа вновь присоединилась к республиканской коалиции, а затем до 1881 года де-факто была частью Республиканского союза.
Луи Блан, хотя первоначально выступал против введения поста президента группы, в конечном итоге согласился. В 1881 году он повторно занял эту должность, через год, после его смерти, группу возглавил Дезире Бароде.

### Палата 3-го созыва (1881—1885)
Восстановленная после выборов 1881 года группа насчитывала около 80 членов, к декабрь 1884 года она объединяла 53 депутата.
Изначально группа являлась открытой, позволяя своим членам продолжать одновременно входить в состав Республиканского союза. В августе 1881 года возможность двойного членства была отменена (22 голосами против 21). В декабре того же года была создана новая парламентская группа — Левые радикалы, — занявшая место между «Крайне левыми» и Республиканским союзом и в результате количество крайне левых упало до 20 человек.
В марте 1885 года аналогичная группа под тем же названием была создана в Сенате. Её президентом стал Виктор Шёльшер, а секретарём — Жорж Мартен.

### Палата 4-го созыва (1885—1889)
В 1885 год, в преддверии очередных выборов, в состав группы вошло непримиримое крыло радикалов. «Крайне левые» были сильно разделены стратегическими и политическими разногласиями, сталкиваясь с необходимостью компромиссов с оппортунистическим большинством, тяготея при этом к социалистам. Выборы 1885 года показали, в частности, сильную напряжённость между радикалами и трудности с составлением единых списков. Разочарование внутри двух непримиримых групп постепенно трансформировалось в гнев или даже ненависть к оппортунизму умеренных радикалов, посеяв семена буланжизма. 15 января 1886 года группа была воссоздана как открытая. На тот момент в ней состояло около 60 депутатов во главе с Клемансо. Однако группа быстро раскололась на две части, и в ней осталось около десяти непримиримых радикалов, последовавших за Анри Рошфором, осудившим амнистию анархистов.
В январе 1886 года по инициативе Антида Буайе наиболее левые члены фракции покинули её, основав новую парламентскую группу открыто социалистического толка — Рабочую группу. Фактически она стала самой левой группой Палаты депутатов, таким образом лишив «крайне левых» морального права на своё название.
В конце 1880-х годов Франция столкнулась с феноменом буланжизма — массового ультраправого националистического движения под лозунгами реваншистской войны против Германии, пересмотра республиканской Конституции 1875 года и роспуска парламента. 21 марта 1888 года около 50 членов крайне левой группы опубликовали явно антибуланжистскую декларацию. Но не все крайне левые разделяли видеи в буланжизме угрозу Республике и республиканским идеалам. В апреле из группы были исключены 6 депутатов, которые являлись членами Национального комитета протеста, тогда фактически бывшего генеральным штабом буланжистского движения. Среди них был Жорж Лягерр, в прошлом секретарь Луи Блана. Ещё 6 депутатов сами вышли из группы, недовольные этим исключением.

### Палата 5-го и 6-го созывов (1889–1898)
В марте 1892 года группа была воссоздана под названием Радикально-социалистическая республиканская группа (фр. Groupe républicain radical-socialiste). После выборов 1893 года она вернула себе первоначальное название. В 1895 году «Крайне левые» окончательно объединились с радикал-социалистами ради поддержки первого правительства, полностью состоящего из радикалов и возглавляемого Леоном Буржуа.
Группа крайне левых является прародительницей различных радикально-социалистических групп, а также одним из предшественников Республиканской партии радикалов и радикал-социалистов (РПРРС), основанной в 1901 году.